# Parlement des religions
Le Parlement mondial des religions ou Parlement des religions du monde est la première tentative de nouer un dialogue global interconfessionnel. Il se réunit à Chicago du 11 au 27 septembre 1893, à l'occasion de l'exposition universelle de Chicago ou World Columbian Exposition, et est coordonné par un chrétien unitarien, Jenkin Lloyd Jones (en) (1843-1918). Pour la première fois se rassemblent des représentants de religions orientales, asiatiques et occidentales.
L'idée en est relancée en 1988 par des disciples de Swami Vivekananda (1863-1902), présent lors de l'événement original, pour fêter le centenaire de cet événement. Le Parlement des Religions du Monde renaît ainsi en 1993 à Chicago. Il tient son assemblée en 1999 au Cap, en 2004 à Barcelone lors du Forum universel des cultures et à Melbourne en 2009.

## Dates des réunions
|    | Année | De           | à            | Lieu                       |
| -- | ----- | ------------ | ------------ | -------------------------- |
| 1. | 1893  | 11 septembre | 27 septembre | Chicago, États-Unis        |
| 2. | 1993  | 28 août      | ?            | Chicago,États-Unis         |
| 3. | 1999  | 1er décembre | 8 décembre   | Le Cap , Afrique du Sud    |
| 4. | 2004  | 7 juillet    | 13 juillet   | Barcelone, Espagne         |
| 5. | 2009  | 3 décembre   | 9 décembre   | Melbourne, Australie       |
| 6. | 2015  | 15 octobre   | 19 octobre   | Salt Lake City, États-Unis |
| 7. | 2018  | 1er novembre | 7 novembre   | Toronto, Canada            |

## 1893

### Première reconnaissance du Jaïnisme
Ce fut au premier Parlement des religions du monde en 1893, à Chicago, que fut reconnu pour la première fois le jaïnisme comme grande religion de l'Inde. L'exposé fait par Virchand Raghavji Gandhi, un jaïn de 29 ans, fut très remarqué. Il lui valut une médaille d'argent et les félicitations des délégués des différentes religions représentées.

### Vivekananda et l'hindouisme
Vivekananda fit plusieurs discours remarqués lors du Parlement de 1893 qui favoriseront la diffusion de l'hindouisme en Occident.

### La Société théosophique
Deux jours entiers furent consacrés à l'exposé des théories de la Société théosophique. Plusieurs théosophes s'exprimèrent, parmi lesquels Annie Besant, William Quan Judge et Gyanendra Nath Chakravarti.

## Personnalités liées
- Gaston Bonet-Maury
- Jenkin Lloyd Jones (en)
- Swami Vivekananda